# Catalpol
Catalpol ist ein häufiger sekundärer Pflanzenstoff aus der Gruppe der Iridoide. Es ist ein Glycosid seines Aglycons mit dem Monosaccharid Glucose. Wie andere Monoterpene wird das Aglykon aus zwei Isopreneinheiten mit je fünf Kohlenstoffatomen in der Pflanze synthetisiert. Im Gegensatz zu dem C10-Grundkörper der Iridoide besitzt das Catalpolgrundgerüst nur neun Kohlenstoffatome, da eine Methylgruppe während der Biosynthese zur Carbonsäuregruppe oxidiert und dann als Kohlenstoffdioxid abgespalten wird. Catalpol ähnelt im Aufbau dem Aucubin; es besitzt jedoch einen Epoxidring anstelle einer Doppelbindung.
Catalpol kommt überwiegend als Ester verschiedener aromatischer Carbonsäuren vor. Die Ester bilden sich an der primären Hydroxygruppe (R1), z. B. Scutellariosid I (Globularin, R1=Cinnamoyl) oder an der sekundären Hydroxygruppe (R2), z. B. Catalposid (R2=4-Hydroxybenzoyl) oder aber an der Hydroxygruppe an C-6 der Glucose, z. B. Picrosid I (Cinnamoyl an C6 der Glucose).

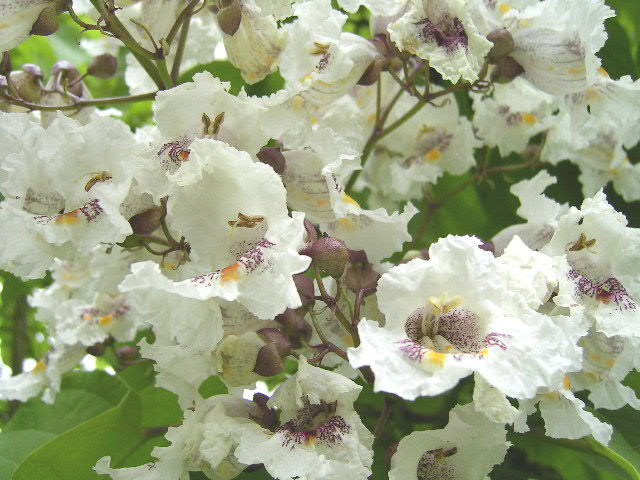
Trompetenbaum (Catalpa bignonioides) enthält Catalpol.

Catalpol wurde aus dem in Nordamerika und Ostasien beheimateten Trompetenbaum Catalpa bignonioides (Bignoniaceae) isoliert und ist neben Aucubin das am häufigsten vorkommende Iridoid-Glucosid.